# Abell 2029

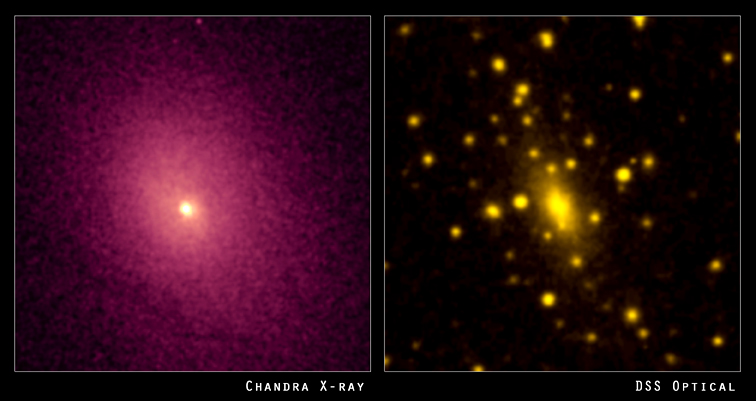
Abell 2029

Abell 2029 é o enxame de galáxias (conjunto de entre cem e dez mil galáxias) número 2029 do catálogo de Abell (1958), Astrophysical Journal Supplement.
A galáxia central (IC 1101) é a maior conhecida, tendo um diâmetro de 5,6 milhões de anos-luz, 56 vezes o diâmetro da Via Láctea. Possui uma emissão de luz equivalente a dois bilhões de sois.
Na verdade a IC 1101 é tão grande que pode ser considerada uma galáxia "canibal", porque sua gravidade é tão forte que atrai as outras ao seu redor, embora num processo extremamente lento.